# 437

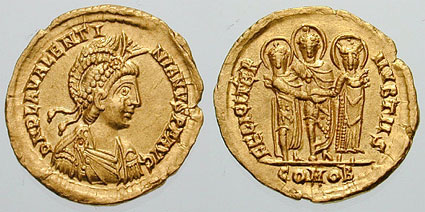
Solidus van Valentinianus III ter ere van het huwelijk met Licinia Eudoxia

Het jaar 437 is het 37e jaar in de 5e eeuw volgens de christelijke jaartelling.

## Gebeurtenissen

### Brittannië
- Ambrosius Aurelianus, leider van de Romano-Britten, verslaat de Angelsaksen onder leiding van koning Vortigern. Volgens de Historia Britonum verovert hij de gebieden ten westen van Hampshire (waarschijnlijke datum).

### Europa
- Flavius Aëtius, Romeins generaal (magister militum), ontzet de belegerde stad Narbonne (Zuid-Gallië). Koning Theoderik I trekt zich terug naar Toulouse en laat de Visigotische hoofdstad versterken.

### Italië
- 2 juli - De 18-jarige Valentinianus III regeert als zelfstandig keizer over het West-Romeinse Rijk. Keizerin-moeder Galla Placidia beëindigt haar regentschap, maar blijft in Rome haar zoon begeleiden.
- 29 oktober - Valentinianus III trouwt in Constantinopel met Licinia Eudoxia, dochter van keizer Theodosius II. Hiermee worden beide takken van de Theodosiaanse dynastie verenigd.

### Mexico
- Koning K'inich Yax K'uk Mo overlijdt na een regeringsperiode van 11 jaar. Hij is de stichter van de Maya-dynastie in Copán, zijn weduwe wordt tevens begraven na zijn dood (waarschijnlijke datum).

## Geboren
- Remigius, bisschop van Reims (waarschijnlijke datum)

## Overleden
- Designatus, bisschop van Maastricht (waarschijnlijke datum)